# Papuacepheus vagorum
Papuacepheus vagorum är en kvalsterart som beskrevs av Corpuz-Raros 1990. Papuacepheus vagorum ingår i släktet Papuacepheus och familjen Otocepheidae. Inga underarter finns listade i Catalogue of Life.